# Дайм с сидящей Свободой
Дайм с сидящей Свободой — серебряные монеты США номиналом в 10 центов, которые чеканились с 1837 по 1891 годы. Своим названием обязаны изображению на аверсе сидящей женщины, которая символизирует Свободу. Существует несколько разновидностей, который различаются как аверсом, так и реверсом.

## История
10 центов с изображением сидящей Свободы чеканились с 1837 по 1891 год. Подготовленный гравёром Томасом Салли и модифицированный Кристианом Гобрехтом дизайн аверса был помещён на монетах номиналом в 5, 10, 25, 50 центов, а также на серебряный доллар.
Монета имеет много разновидностей, появление которых было связано с происходившими в то время событиями. Изначально вес монеты составлял 13,36 граммов. После открытия богатых залежей золота в Калифорнии и вызванной этим золотой лихорадки цена серебра возросла. Если ранее стоимость серебра к золоту составляла 1⁄16, то после стала 1⁄15. В результате стоимость серебра в монете стала выше её номинальной стоимости. Вес серебра 1000 10-центовых монет стал эквивалентным не 100, а 106,5 долларов. Это привело к тому, что монеты стали переплавляться, принося прибыль предприимчивым дельцам.
В связи с этим содержание серебра в монете было уменьшено с 2,7 до 2,5 граммов. Для обозначения и соответственно защиты от переплавки монеты должны были содержать отличия от своих предшественников. В 1853 году были отчеканены 10-центовые монеты с 2 стрелками по бокам от года на аверсе. С 1856 монета приобрела первоначальный дизайн, сохранив при этом уменьшенный вес.
12 февраля 1873 года Конгрессом, при активном лоббировании, был принят акт, вошедший в историю как «преступление 73-го», согласно которому вновь было пересмотрено содержание серебра в монетах. Новая серия содержала стрелки по обеим сторонам года на аверсе (как и на монетах 1853–1855 годов). С 1875 до 1891 года вновь стали чеканиться монеты без стрелочек около года.
Дайм с сидящей Свободой чеканился на 4 монетных дворах. О происхождении монеты из того или другого монетного двора свидетельствует небольшая буква под изображением на реверсе (до 1860 — под надписью «ONE DIME», после — под венком):
- отсутствует — монетный двор Филадельфии, Пеннсильвания
- CC — монетный двор Карсон-Сити, Невада
- O — монетный двор Нового Орлеана, Луизиана
- S — монетный двор Сан-Франциско, Калифорния

## Изображение

### Общее для всех разновидностей монеты

#### Аверс
На аверсе монеты изображена сидящая на скале женщина, символизирующая Свободу. В правой руке она держит щит, на котором написано «LIBERTY», а в левой — палку с надетым на неё фригийским колпаком, символом свободы и революции. Женщина одета в тогу. Под изображением Свободы находится год чеканки монеты.
Художником и гравёром была допущена ошибка из-за которой правая рука выглядит непропорционально больше левой.
Изображение Свободы напоминает английский символ «Британия», который изображался на реверсе английских монет. По всей видимости, она и послужила прообразом Свободы, украсившей целую серию монет США.

#### Реверс
На реверсе монеты в центре располагается обозначение номинала «ONE DIME». Впервые термин «дайм» появился именно на монетах с сидящей Свободой. На предыдущей разновидности 10 центов было обозначение 10 C.

### Разновидности

#### 1837–1838
На аверсе монеты располагается изображение сидящей Свободы. Под ней обозначен год выпуска. По бокам от изображение чистое поле. На реверсе вокруг венка полукругом идёт надпись «UNITED STATES OF AMERICA».

#### 1838–1840
Вокруг изображения сидящей Свободы появляются 13 звёзд. В остальном ни аверс ни реверс монеты не изменён.

#### 1840–1853
Изображение Свободы «одели», добавив драпировку на открытое на предыдущих разновидностях правое плечо. Реверс монеты не изменён.

#### 1853–1855
Появились в связи с ростом цены на серебро, вызванной золотой лихорадкой. Количество серебра в монете было уменьшено с 2,7 до 2,5 граммов, для обозначения и защиты от переплавки отчеканенные в 1853 году 10-центовые монеты на аверсе имели 2 стрелки по бокам от года чеканки.

#### 1856–1860
Содержащие большее количество серебра предыдущие разновидности монеты согласно закону Грешема были выведены из обращения. С 1856 года монеты стали чеканиться без стрелочек по сторонам от года. Дизайн этой разновидности повторяет дайм 1840—1853 годов. Отличие состояло лишь в весе (2,5 против 2,7 граммов).

#### 1860–1873
На аверсе 13 звёзд были заменены полукруговой надписью «UNITED STATES OF AMERICA». На реверсе монеты изображение венка изменилось: вместо оливковых ветвей он стал содержать сельскохозяйственные культуры, в частности пшеницу и кукурузу. Дизайн реверса был подготовлен гравёром Джеймсом Лонгекром. Необходимость изменений в монете стала следствием введения новых технологий в процесс чеканки.

#### 1873–1874
Содержание серебра в монетах было вновь пересмотрено. В результате, для обозначения монет, соответственно новым стандартам, по бокам от года вновь (как и в 1853–1855) появились стрелочки.

#### 1875–1891
Стрелочки по бокам от года на аверсе монеты были убраны.

## Тираж
| Год                                       | Отчеканено в Филадельфии               | Отчеканено в Карсон-Сити | Отчеканено в Новом-Орлеане | Отчеканено в Сан-Франциско |
| ----------------------------------------- | -------------------------------------- | ------------------------ | -------------------------- | -------------------------- |
| 1837                                      | 682 500 (около 30)                     |                          |                            |                            |
| 1838                                      | 1 992 500 (около 5)                    |                          | 406 034                    |                            |
| 1839                                      | 1 053 115 (около 5)                    |                          | 1 323 000                  |                            |
| 1840 тип без драпировки тип с драпировкой | 981 500 (около 5) 377 500 (около 10)   |                          | 1175000                    |                            |
| 1841                                      | 1 622 500 (около 5)                    |                          | 2 007 500                  |                            |
| 1842                                      | 1 887 500 (около 10)                   |                          | 2 020 000                  |                            |
| 1843                                      | 1 370 000 (около 10)                   |                          | 150 000                    |                            |
| 1844                                      | 72 500 (около 10)                      |                          |                            |                            |
| 1845                                      | 1 755 000 (около 10)                   |                          | 230 000                    |                            |
| 1846                                      | 31 300 (около 10)                      |                          |                            |                            |
| 1847                                      | 245 000 (около 10)                     |                          |                            |                            |
| 1848                                      | 451 500 (около 10)                     |                          |                            |                            |
| 1849                                      | 839 000 (около 10)                     |                          | 300 000                    |                            |
| 1850                                      | 1 931 500 (около 10)                   |                          | 510 000                    |                            |
| 1851                                      | 1 026 500 (около 10)                   |                          | 400 000                    |                            |
| 1852                                      | 1 535 500 (около 10)                   |                          | 430 000                    |                            |
| 1853 «тип без стрелок» «тип со стрелками» | 95 000 12 078 010 (около 10)           |                          | 1 100 000                  |                            |
| 1854                                      | 4 470 000 (около 20)                   |                          | 1 770 000                  |                            |
| 1855                                      | 2 075 000 (около 30)                   |                          |                            |                            |
| 1856                                      | 5 780 000 (около 40)                   |                          | 1 180 000                  | 70 000                     |
| 1857                                      | 5 580 000 (около 100)                  |                          | 1 540 000                  |                            |
| 1858                                      | 1 540 000 (около 200)                  |                          | 290 000                    | 60 000                     |
| 1859                                      | 430 000 (800)                          |                          | 480 000                    | 60 000                     |
| 1860 (без надписи на аверсе) с надписью   | 140 000 606 000 (1000)                 |                          | 40 000                     |                            |
| 1861                                      | 1 883 000 (1000)                       |                          |                            | 172 500                    |
| 1862                                      | 847 000 (550)                          |                          |                            | 180 750                    |
| 1863                                      | 14 000 (460)                           |                          |                            | 157 500                    |
| 1864                                      | 11 000 (470)                           |                          |                            | 230 000                    |
| 1865                                      | 10 000 (500)                           |                          |                            | 175 000                    |
| 1866                                      | 8000 (725)                             |                          |                            | 135 000                    |
| 1867                                      | 6000 (625)                             |                          |                            | 140 000                    |
| 1868                                      | 464 000 (600)                          |                          |                            | 260 000                    |
| 1869                                      | 256 000 (600)                          |                          |                            | 450 000                    |
| 1870                                      | 470 500 (1000)                         |                          |                            | 50 000                     |
| 1871                                      | 906 750 (960)                          | 20 100                   |                            | 320 000                    |
| 1872                                      | 2 395 500 (950)                        |                          | 35 480                     | 190 000                    |
| 1873 (без стрелок) со стрелками           | 1 568 000 (около 1100) 2 377 700 (800) | 12 400 18 791            |                            | 455 000                    |
| 1874                                      | 2 939 300 (около 700)                  |                          | 10 817                     | 240 000                    |
| 1875                                      | 10 350 000 (700)                       |                          | 4 645 000                  | 9 070 000                  |
| 1876                                      | 11 460 000 (1150)                      | 8 270 000 (2)            |                            | 10 420 000                 |
| 1877                                      | 7 310 000 (510)                        | 7 700 000                |                            | 2 340 000                  |
| 1878                                      | 1 677 200 (800)                        | 200 000                  |                            |                            |
| 1879                                      | 14 000 (1100)                          |                          |                            |                            |
| 1880                                      | 36 000 (1355)                          |                          |                            |                            |
| 1881                                      | 24 000 (975)                           |                          |                            |                            |
| 1882                                      | 3 910 000 (1100)                       |                          |                            |                            |
| 1883                                      | 7 674 673 (1039)                       |                          |                            |                            |
| 1884                                      | 3 365 505 (875)                        |                          |                            | 564 969                    |
| 1885                                      | 2 532 497 (930)                        |                          |                            | 43 690                     |
| 1886                                      | 6 376 684 (886)                        |                          |                            | 206 524                    |
| 1887                                      | 11 283 229 (710)                       |                          |                            | 4 454 450                  |
| 1888                                      | 5 495 655 (800)                        |                          |                            | 1 720 000                  |
| 1889                                      | 7 380 000 (711)                        |                          |                            | 972 678                    |
| 1890                                      | 9 910 951 (500)                        |                          |                            | 1 423 076                  |
| 1891                                      | 15 310 000 (600)                       |                          | 4 540 000                  | 3 196 116                  |

(в скобках обозначено количество монет качества пруф)
Суммарный тираж монеты составляет около 250 миллионов экземпляров.